# Trichonida
Trichonida (gr. Τριχωνίδα, Trichōnída) – jezioro w Grecji o powierzchni 96,5 km² i głębokości maksymalnej 58 m. Położone jest na wysokości 18 m n.p.m. Jego pojemność wynosi 2927 mln m³. Powierzchnia zlewni liczy 421 km². Jest największym naturalnym jeziorem w całości położonym w granicach kraju.
Według badań prowadzonych w latach 80. i 90. XX wieku woda w jeziorze osiągała średnią roczną temperaturę 15 °C, przy maksymalnej wynoszącej 30 °C. Odczyn był lekko zasadowy, 8,1 w skali pH. Przezroczystość wody dochodziła do 8,5 m. Wśród metali ciężkich zawartych w wodzie największe stężenie miały cynk i miedź.
Z jeziora notowane są m.in. dwa endemiczne dla Grecji gatunki zagrzebkowatych – Pseudobithynia trichonis i Pseudobithynia panetolis, oraz trzy źródlarkowatych – Islamia trichoniana, Trichonia trichonica i Pseudoislamia balcanica. Pseudobithynia trichonis, zagrożony wyginięciem, znany jest tylko z dwóch lokalizacji na świecie. Oprócz jeziora Trichonida jego występowanie stwierdzono w jeziorze Lisimachia. Także z dwóch miejsc znany jest krytycznie zagrożony wyginięciem gatunek Trichonia trichonica, który występuje również w jeziorze Pamwotida. Pseudobithynia panetolis, Islamia trichoniana, Pseudoislamia balcanica, krytycznie zagrożone, mają w Trichonidzie swoje jedyne stanowiska na świecie.
Wśród ryb odnotowano m.in. suma Arystotelesa i karasia srebrzystego.